# Nordjyske Jernbaner

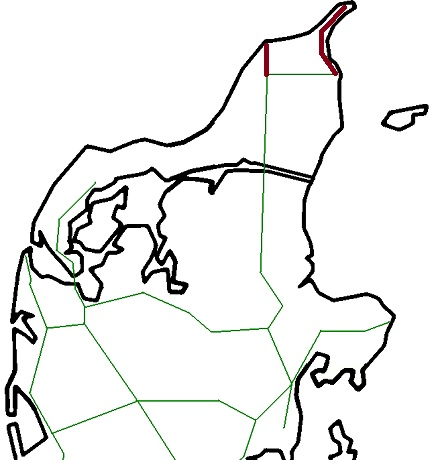
Karta over järnvägar i Nordjylland och Vendsyssel-Thy. Nordjyske Jernbaner är markerad med brunt.

Nordjyske Jernbaner är ett danskt järnvägsföretag, som driver de två lokalbanorna Skagensbanen och Hirtshalsbanen i Vendsyssel på Nordjylland i Danmark, samt lokaltåg mellan Skørping och Frederikshavn. 
Företaget ägs till 89 % av Nordjyllands Trafikselskab och bildades genom en fusion 2001 mellan Hjørring Privatbaner och Skagensbanen. Tågflottan består av åtta Siemens Desirotåg, som sattes i trafik 2005 samt 13 Alstom LHB Coradia LINT-tåg, som sattes i trafik 2017.

## Banorna

### Frederikshavn – Skagen (1890)
Huvudartikel: Skagensbanen
- Längd: 39,7 kilometer
- Spårvidd 1890–1924: 1.000 mm
- Spårvidd från 1924: 1.435 mm

### Hjørring – Hirtshals (1925)
Huvudartikel: Hirtshalsbanen
- Längd: 16,5 kilometer
- Spårvidd: 1.435 mm